# C19H38
化学式C19H38（摩尔质量：266.505 g/mol）可能指：
- 1-十九烯，CAS号：18435-45-5
- 9-十九烯，CAS号：31035-07-1
- 十三烷基环己烷，CAS号：6006-33-3
- 甲基环十八烷，CAS号：476301-71-0
- 环十九烷，CAS号：296-44-6
- 2,6,10,14-四甲基-1-十五烯，CAS号：2140-82-1
- 2,6,10,14-四甲基-2-十五烯，CAS号：2140-83-2

|  | 这个同类索引页列出了具有相同分子式的化学物（即同分異構體）条目。 除非您是有意链接至本页，否则应将相应条目的内部链接指向正确的条目。 |